# Cmentarz żydowski w Chęcinach
Cmentarz żydowski w Chęcinach – kirkut położony jest poza zwartą zabudową przy ul. Radkowskiej, na północno-wschodnim zboczu Góry Zamkowej. Na terenie nekropolii znajduje się około 150 lub 228 nagrobków w różnym stanie zachowania. Macewy wykonano głównie z piaskowca i marmuru chęcińskiego. Najstarsze z nich pochodzą z drugiej połowy XVII wieku. Zachowały się również grobowce w formie sarkofagu. Całość otoczona jest dość wyraźnymi pozostałościami kamiennego muru. Kirkut jest zaniedbany. Jedynie w południowej, najstarszej części nekropolii widoczne są ślady prac porządkowych. Cmentarz ma powierzchnię 4 hektarów.

## Historia
O zezwoleniu królewskim na kierchow wspominają dokumenty lustracji królewskiej z 1660. Kolejną wzmiankę o nekropolii można znaleźć w przywileju starościńskim z 21 marca 1668, w którym starosta chęciński Stefan Bidziński pozwolił Żydom na odbudowę cmentarza zniszczonego podczas potopu szwedzkiego. Sam kirkut istniał prawdopodobnie już na początku XVII wieku.
Do połowy XIX wieku cmentarz służył także kieleckim Żydom. W okresie międzywojennym teren kirkutu ogrodzono oraz wybudowano dom przedpogrzebowy. Podczas drugiej wojny światowej Niemcy niszczyli cmentarz. Po wojnie część cmentarza uległa dalszej dewastacji przez okoliczną ludność polską nieżydowskiego pochodzenia. Obiekt został zamknięty dla celów grzebalnych w 1964.

## Galeria zdjęć

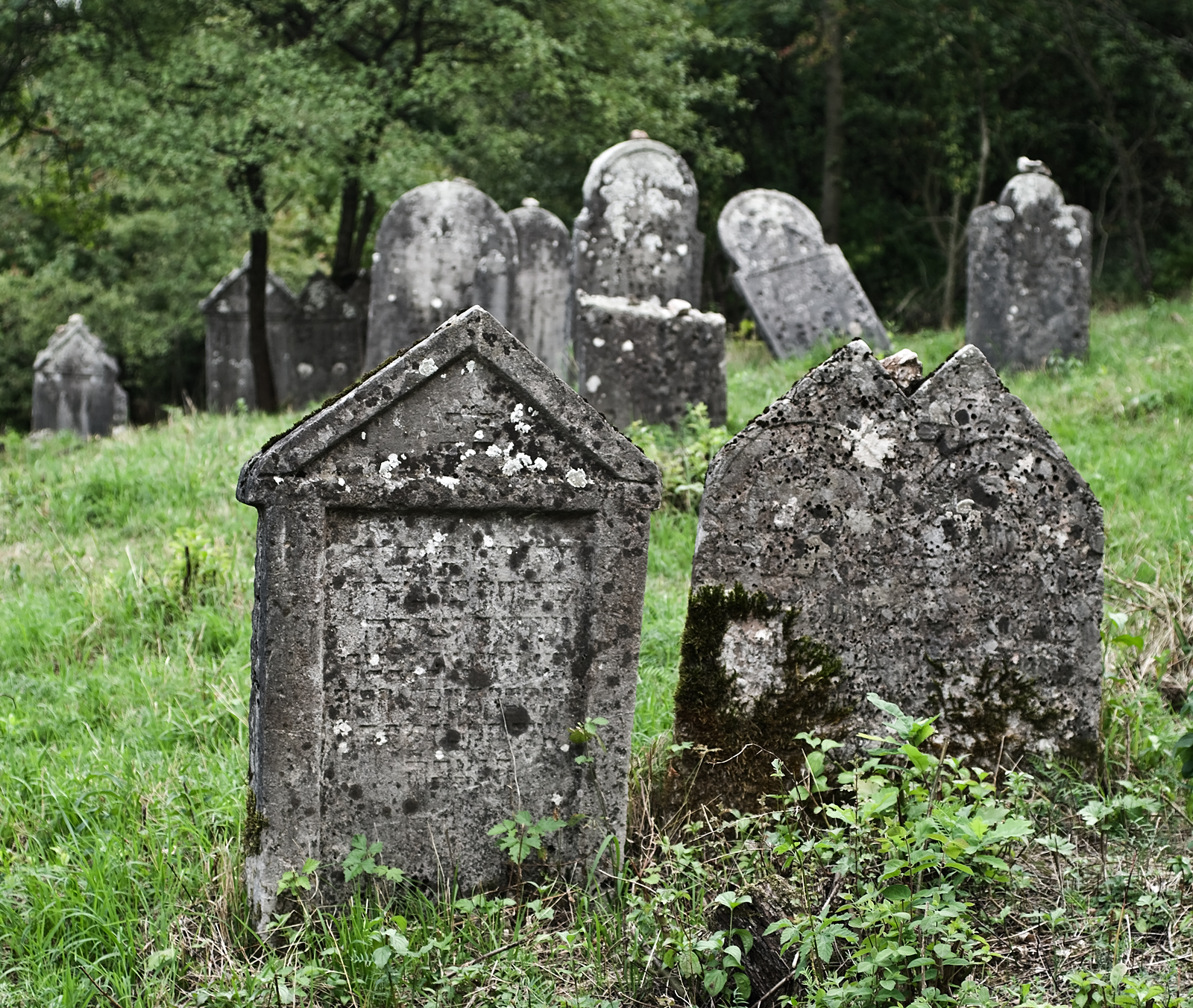
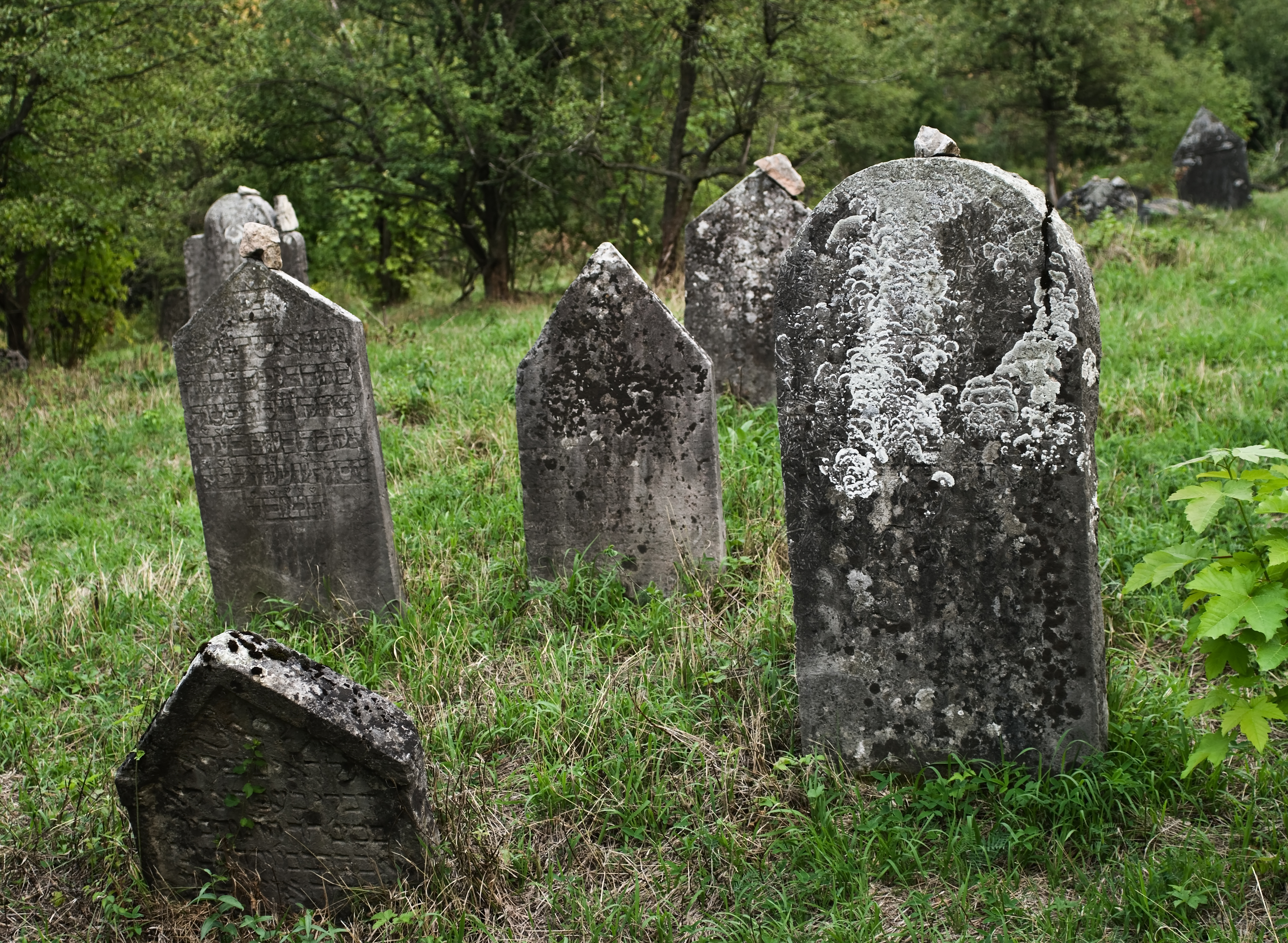
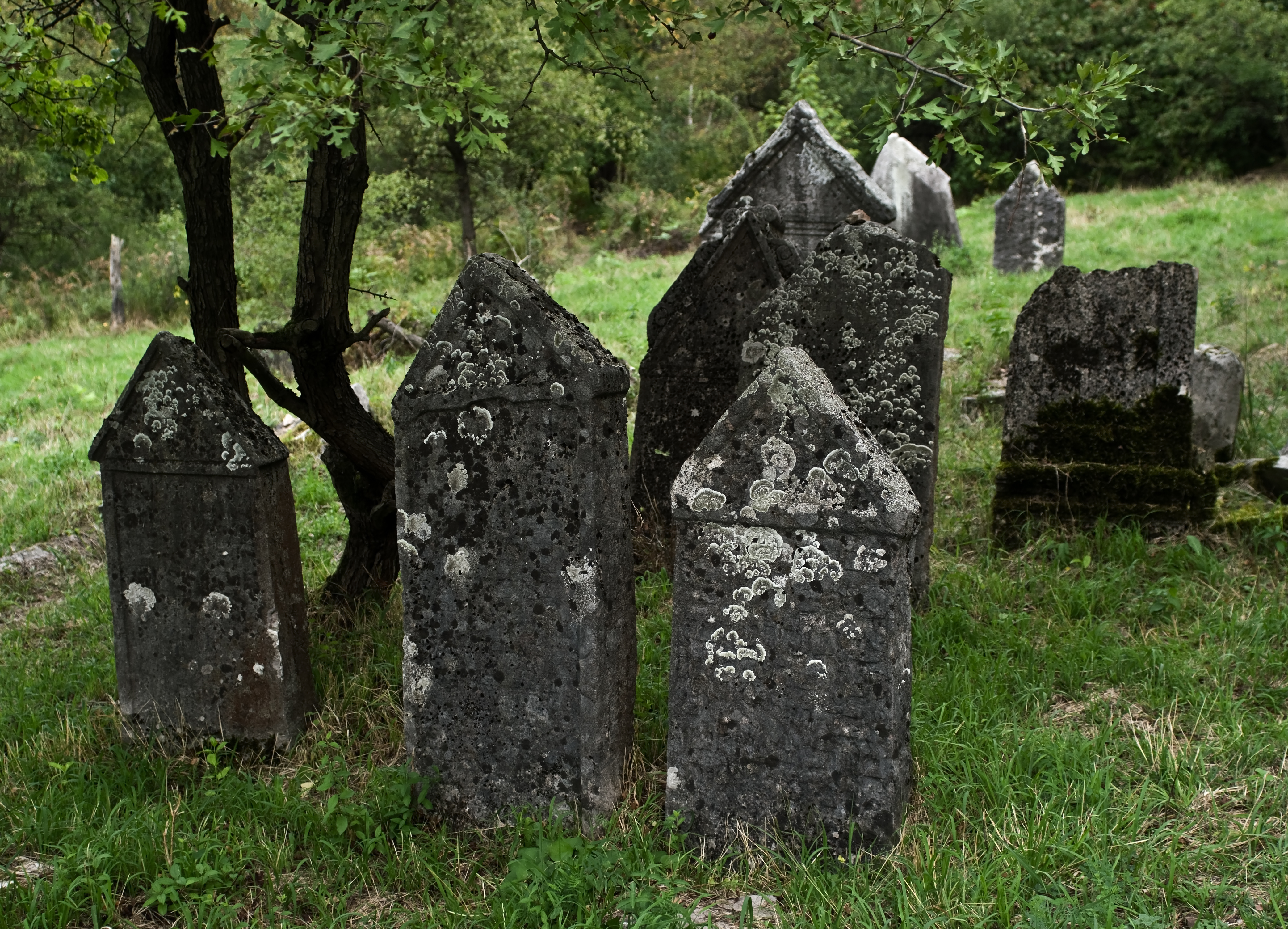
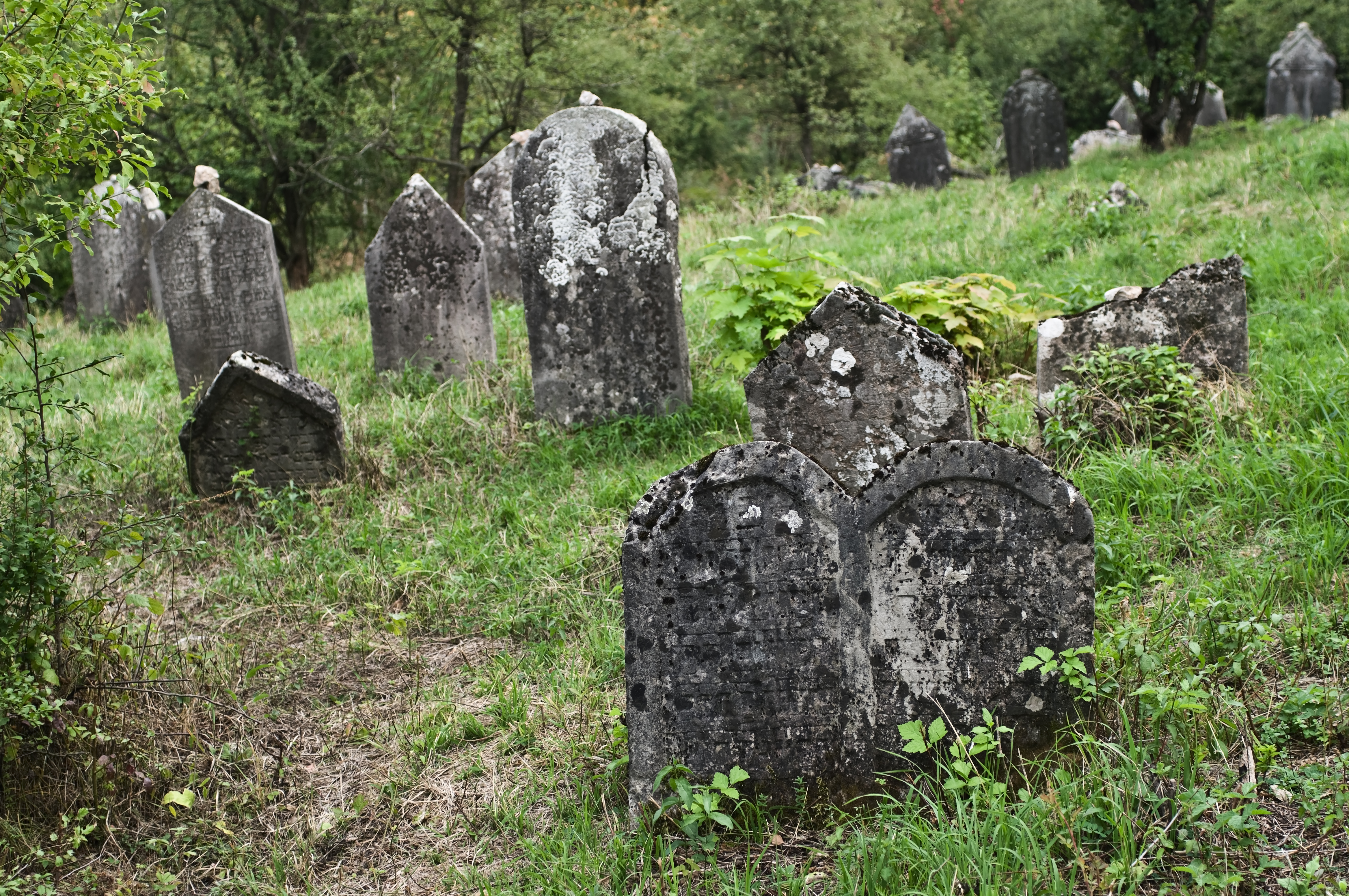